# Mohamed El Monir
Mohamed El Monir, né le 8 avril 1992 à Tripoli, est un footballeur international libyen. Il joue au poste d'arrière gauche à Al-Ahli Tripoli.

## Biographie

### En club
Il rejoint le FK Dinamo Minsk en avril 2015.
Il participe avec cette équipe à la phase de groupe de la Ligue Europa lors de la saison 2015-2016. A cette occasion, il se met en évidence en inscrivant un but face au club autrichien du Rapid Vienne.

### En équipe nationale
Il reçoit sa première sélection en équipe de Libye le 14 octobre 2012, contre l'Algérie. Le 17 novembre 2015, il inscrit ses deux premiers buts en équipe nationale, lors d'une rencontre face au Rwanda. Ce match perdu 1-3 rentre dans le cadre des éliminatoires du mondial 2018. Le 28 mars 2016, il inscrit son troisième but avec la Libye, face à Sao Tomé-et-Principe, lors des éliminatoires de la Coupe d'Afrique des nations 2017.
Il participe avec la sélection libyenne à la Coupe d'Afrique des nations 2012, mais sans jouer.

## Palmarès
Il remporte avec le FK Partizan la Coupe de Serbie en 2017 et le championnat de Serbie la même année.